# Tvoje tvář má známý hlas (8. řada)
Osmá řada zábavné televizní show Tvoje tvář má známý hlas měla premiéru 21. března 2021 na TV Nova a o týden dříve na internetovém portálu Voyo. Na rozdíl od předešlých řad v této vystupují pouze bývalí soutěžící pořadu. TV Nova tuto řadu nazvala podtitulem Šampioni.

## Formát
Každý ze soutěžících si v každém kole vylosuje jednu známou osobnost, kterou v následujícím týdnu napodobí. Slouží jim k tomu profesionální tým maskérů, tanečníků a odborníků na zpěv a herectví. Jejich úkolem je napodobit ji tak, aby zaujala porotu, která na konci večera rozdá body od 1 až po 10, ve speciálním týdnu duetů se rozdělují body do dvojic od 6 až po 10. Soutěžící, který má za večer nejvíce bodů, vyhraje a přiděluje 25 000 Kč libovolné charitativní společnosti. V případě remízy rozhoduje porota. O vítězi také rozhodují sami soutěžící, jelikož každý z nich má ještě pět speciálních bodů, které uděluje jednomu ze svých kolegů. Pokud se soutěžící dělí o poslední místo spolu s jiným soutěžícím, je na poslední místo vždy určen pouze jeden – vyjma čtvrtého týdne duetů.
Body se průběžně sčítají až do konce devátého kola – semifinále, kdy čtyři účinkující s nejvyšším počtem bodů postoupí do finále. 
O celkovém vítězi rozhodne porota ve finálovém kole. Vítěz obdrží 150 000 Kč a předá je libovolné charitě.

## Obsazení

### Moderátor a porota
Moderátory jsou Ondřej Sokol a Aleš Háma. Sedmý a desátý díl odmoderoval Aleš Háma sám.
Do poroty zasedli Jakub Kohák, Eva Burešová a Marek Lambora, čtvrtým členem bude vždy speciální host.
Marek Lambora byl v osmém díle vystřídán Jankem Ledeckým.
| Týden | Jméno             | Týden | Jméno              |
| ----- | ----------------- | ----- | ------------------ |
| 1.    | Jitka Čvančarová  | 6.    | Leoš Mareš         |
| 2.    | Bára Basiková     | 7.    | Veronika Arichteva |
| 3.    | Marek Ztracený    | 8.    | Jan Cina           |
| 4.    | Patricie Pagáčová | 9.    | Hana Vagnerová     |
| 5.    | Vladimír Polívka  | 10.   | Dagmar Havlová     |

### Soutěžící
Tým soutěžících se skládá z deseti osobností z předchozích řad:
- pět žen (Jitka Boho, Hana Holišová, Berenika Kohoutová, Iva Pazderková, Marta Jandová)
- pět mužů (Albert Černý, Vojtěch Drahokoupil, David Gránský, Petr Rychlý, Roman Vojtek)

| Jméno osobnosti     | Předchozí účinkování | Předchozí účinkování | Profese                  | Vyhrané týdny | Prohrané týdny | Výsledek  |
| Jméno osobnosti     | Řada                 | Umístění             | Profese                  | Vyhrané týdny | Prohrané týdny | Výsledek  |
| ------------------- | -------------------- | -------------------- | ------------------------ | ------------- | -------------- | --------- |
| David Gránský       | 2                    | 2.                   | Herec a zpěvák           | 4., Finále    | —              | Vítěz     |
| Hana Holišová       | 1                    | Vítězka              | Herečka a zpěvačka       | 5., 6., 10.   | 4.             | 1. místo  |
| Albert Černý        | 7                    | 2.                   | Zpěvák                   | 1., 9.        | 6.             | 3. místo  |
| Marta Jandová       | 2                    | 3.                   | Zpěvačka                 | —             | —              | 4. místo  |
| Iva Pazderková      | 1                    | 4.                   | Herečka                  | —             | 8.             | 5. místo  |
| Jitka Boho          | 4                    | 2.                   | Modelka                  | 3., 7.        | —              | 6. místo  |
| Vojtěch Drahokoupil | 5                    | 6.                   | Zpěvák                   | 8.            | 2., 4.         | 7. místo  |
| Roman Vojtek        | 2                    | 5.                   | Herec, zpěvák a tanečník | 4.            | 9.             | 8. místo  |
| Petr Rychlý         | 1                    | 6.                   | Herec                    | —             | 5.             | 9. místo  |
| Berenika Kohoutová  | 4                    | Vítězka              | Herečka a zpěvačka       | 2.            | 1., 3., 7.     | 10. místo |

### Mentoři
Soutěžícím při přípravách vystoupení pomáhají mentoři:
- Lindu Finkovou ve 4. a 5. díle vystřídala Bára Basiková.
- Jitku Čvančarovou ve 4. díle vystřídali Ondřej Sokol a Aleš Háma.

| Herectví     | Jitka Čvančarová |
| Zpěv         | Linda Finková    |
| Choreografie | Miňo Kereš Zizoe |

## Přehled vítězů
| Kolo         | Soutěžící           | Vystupující jako | Nadace                        |
| ------------ | ------------------- | ---------------- | ----------------------------- |
| 1.           | Albert Černý        | PSY              | Charita UNICEF                |
| 2.           | Berenika Kohoutová  | Bára Basiková    | Nadační fond Vrba             |
| 3.           | Jitka Boho          | Miley Cyrus      | Korunka pomáhá                |
| 4.           | Roman Vojtek        | Freddie Mercury  | Nadační fond Pink Bubble      |
| 4.           | David Gránský       | David Bowie      | Fond ohrožených dětí Klokánek |
| 5.           | Hana Holišová       | Steven Tyler     | Nadační fond Krtek            |
| 6.           | Hana Holišová       | Michael Jackson  | Nadační fond Krtek            |
| 7.           | Jitka Boho          | Iveta Bartošová  | Korunka pomáhá                |
| 8.           | Vojtěch Drahokoupil | Lady Gaga        | Pěstounská péče v KK          |
| 9.           | Albert Černý        | Adele            | Charita UNICEF                |
| 10. (finále) | Hana Holišová       | Lady Gaga        | Nadační fond Krtek            |
| 10. (finále) | David Gránský       | Michael Jackson  | Fond ohrožených dětí Klokánek |

Jelikož soutěžící Marta Jandová, Iva Pazderková a Petr Rychlý nevyhráli žádné soutěžní kolo, dostali po svém závěrečném vystoupení od moderátora Aleše Hámy šek v hodnotě 25 000 Kč, který přidělili libovolné charitativní společnosti.
- Marta Jandová věnovala částku neziskové organizaci NAUTIS.
- Iva Pazderková darovala částku neziskové organizaci Život 90.
- Petr Rychlý věnoval peníze nadačnímu fondu Šance.

## Přehled vystoupení
- Vojtěch Drahokoupil se neúčastnil šestého a sedmého kola kvůli pozitivnímu testu na covid-19.

| Soutěžící           | První týden               | Druhý týden         | Třetí týden               | Čtvrtý týden          | Pátý týden                | Šestý týden           | Sedmý týden               | Osmý týden               | Semifinále            | Finále             | Finále                    |
| ------------------- | ------------------------- | ------------------- | ------------------------- | --------------------- | ------------------------- | --------------------- | ------------------------- | ------------------------ | --------------------- | ------------------ | ------------------------- |
| David Gránský       | Adam Levine Maroon 5      | Jana Brejchová      | Patrick Swayze            | David Bowie           | Jason Derulo              | Beyoncé               | Daniel Nekonečný          | Lewis Capaldi            | Sia                   | Terrence Mann      | Michael Jackson           |
| Hana Holišová       | Kylie Minogue             | Michal Tučný        | Jennifer Lopez            | Helena Vondráčková    | Steven Tyler Aerosmith    | Michael Jackson       | Lucie Bílá                | Catherine Zeta-Jones     | Mikolas Josef         | Pam Klingerová     | Lady Gaga                 |
| Albert Černý        | PSY                       | Karel Gott          | Eminem                    | Whitney Houston       | Martin Ďurinda Tublatanka | Chris Martin Coldplay | Eva Pilarová              | Paul Stanley Kiss        | Adele                 | Cameron English    | Doja Cat                  |
| Marta Jandová       | Jiří Schelinger           | Petra Janů          | Elvis Presley             | Mariah Carey          | Madonna                   | Dolly Parton          | Pavel Bobek               | P!nk                     | Whitney Houston       | Jan Gan Boydová    | Nicolas Reyes Gipsy Kings |
| Iva Pazderková      | Lady Gaga                 | Kamil Střihavka BSP | Anita Dothová 2 Unlimited | Shakira               | Eva Urbanová              | Harry Styles          | Katarína Knechtová PEHA   | Dua Lipa                 | Freddie Mercury Queen | Janet Jonesová     | Marcela Holanová          |
| Jitka Boho          | Dee Snider Twisted Sister | Anna Veselá         | Miley Cyrus               | Rihanna               | Scatman John              | Christina Aguilera    | Iveta Bartošová           | Karel Hála               | Beyoncé               | Alyson Reedová     | Christina Aguilera        |
| Vojtěch Drahokoupil | Sam Smith                 | Dara Rolins         | Justin Bieber             | Václav Neckář         | Britney Spears            | Leoš Mareš            | David Koller Lucie        | Lady Gaga                | Bruno Mars            | Justin Ross        | František Nedvěd          |
| Roman Vojtek        | Judy Garlandová           | Petr Kotvald        | Aretha Franklin           | Freddie Mercury Queen | Ricky Martin              | Hana Zagorová         | Jarmila Šuláková          | The Weeknd               | Justin Timberlake     | Michael Douglas    | Karel Gott                |
| Petr Rychlý         | Édith Piaf                | Rytmus              | Štefan Margita            | Vilém Čok             | Petra Černocká            | Eduard Chil           | Jaroslav Bobowski Premier | Karel Šíp Triky a pověry | Waldemar Matuška      | Pat McNamara       | Jan Nedvěd                |
| Berenika Kohoutová  | Laďka Kozderková          | Bára Basiková       | Ava Max                   | Jiří Korn             | Diana Ross                | Marilyn Monroe        | Peter Nagy                | Cher                     | Rihanna               | Vicki Fredericková | Pitbull                   |

Legenda
     soutěžící se umístil na prvním místě
     soutěžící se umístil na posledním místě
     soutěžící byl nehodnocen
     soutěžící byl vyřazen

### Souhrn bodů
| Souhrn bodů         | Souhrn bodů | Souhrn bodů | Souhrn bodů | Souhrn bodů | Souhrn bodů | Souhrn bodů | Souhrn bodů | Souhrn bodů | Souhrn bodů | Souhrn bodů | Souhrn bodů |
| Soutěžící           | 1.          | 2.          | 3.          | 4.          | 5.          | 6.          | 7.          | 8.          | 9.          | Body        | Umístění    |
| ------------------- | ----------- | ----------- | ----------- | ----------- | ----------- | ----------- | ----------- | ----------- | ----------- | ----------- | ----------- |
| David Gránský       | 7. 21       | 9. 15       | 3. 37       | 1. 44       | 5. 29       | 2. 48       | 4. 38       | 2. 50       | 4. 36       | 318         | Vítěz       |
| Hana Holišová       | 3. 39       | 6. 18       | 9. 18       | 10. 30      | 1. 43       | 1. 48       | 2. 41       | 4. 40       | 8. 15       | 292         | 1. místo    |
| Albert Černý        | 1. 51       | 4. 35       | 8. 19       | 8. 33       | 6. 22       | 10. 13      | 8. 15       | 5. 40       | 1. 44       | 272         | 3. místo    |
| Marta Jandová       | 9. 16       | 2. 42       | 5. 26       | 7. 33       | 3. 36       | 4. 31       | 5. 35       | 7. 40       | 5. 32       | 291         | 4. místo    |
| Iva Pazderková      | 4. 25       | 5. 32       | 7. 20       | 4. 41       | 2. 42       | 3. 36       | 7. 19       | 10. 40      | 9. 14       | 269         | —           |
| Jitka Boho          | 8. 16       | 8. 17       | 1. 45       | 3. 41       | 8. 19       | 5. 25       | 1. 43       | 8. 40       | 7. 15       | 261         | —           |
| Vojtěch Drahokoupil | 2. 41       | 10. 9       | 6. 21       | 10. 30      | 9. 15       | 7. 18       | 9. 11       | 1. 75       | 2. 37       | 257         | —           |
| Roman Vojtek        | 6. 23       | 7. 18       | 2. 40       | 1. 44       | 7. 21       | 6. 19       | 3. 38       | 6. 40       | 10. 11      | 254         | —           |
| Petr Rychlý         | 5. 23       | 3. 37       | 4. 26       | 6. 37       | 10. 8       | 9. 16       | 6. 22       | 3. 45       | 3. 36       | 250         | —           |
| Berenika Kohoutová  | 10. 15      | 1. 47       | 10. 18      | 5. 37       | 4. 35       | 8. 16       | 10. 8       | 9. 40       | 6. 30       | 246         | —           |

## Jednotlivé týdny

### První týden
- S Davidem Gránským vystoupila Erika Stárková jako Cardi B.
- S Berenikou Kohoutovou vystoupily Bára Basiková a Jitka Čvančarová jako Stella Zázvorková a Helena Růžičková.

| Poř. | Soutěžící           | Osobnost         | Píseň                      | Body (porotců a bonusové) | Body (porotců a bonusové) | Body (porotců a bonusové) | Body (porotců a bonusové) | Body (porotců a bonusové) | Celkem bodů | Finální pořadí | Speciální body |
| Poř. | Soutěžící           | Osobnost         | Píseň                      | Kohák                     | Čvančarová                | Burešová                  | Lambora                   | Bonus                     | Celkem bodů | Finální pořadí | Speciální body |
| ---- | ------------------- | ---------------- | -------------------------- | ------------------------- | ------------------------- | ------------------------- | ------------------------- | ------------------------- | ----------- | -------------- | -------------- |
| 1    | Jitka Boho          | Dee Snider       | „We're Not Gonna Take It“  | 1                         | 2                         | 8                         | 5                         | 0                         | 16          | 8.             | Petr           |
| 2    | Iva Pazderková      | Lady Gaga        | „Stupid Love“              | 4                         | 7                         | 5                         | 4                         | 5                         | 25          | 4.             | Vojtěch        |
| 3    | Petr Rychlý         | Édith Piaf       | „Non, je ne regrette rien“ | 5                         | 6                         | 6                         | 1                         | 5                         | 23          | 5.             | Hana           |
| 4    | Vojtěch Drahokoupil | Sam Smith        | „How Do You Sleep?“        | 3                         | 9                         | 10                        | 9                         | 10                        | 41          | 2.             | Hana           |
| 5    | Marta Jandová       | Jiří Schelinger  | „Holubí dům“               | 6                         | 3                         | 1                         | 6                         | 0                         | 16          | 9.             | Iva            |
| 6    | Hana Holišová       | Kylie Minogue    | „Dancing“                  | 10                        | 4                         | 2                         | 8                         | 15                        | 39          | 3.             | Albert         |
| 7    | David Gránský       | Adam Levine      | „Girls Like You“           | 2                         | 5                         | 7                         | 7                         | 0                         | 21          | 7.             | Albert         |
| 8    | Roman Vojtek        | Judy Garlandová  | „Get Happy“                | 8                         | 8                         | 4                         | 3                         | 0                         | 23          | 6.             | Vojtěch        |
| 9    | Albert Černý        | PSY              | „New Face“                 | 7                         | 10                        | 9                         | 10                        | 15                        | 51          | Vítěz          | Hana           |
| 10   | Berenika Kohoutová  | Laďka Kozderková | „Mňau“                     | 9                         | 1                         | 3                         | 2                         | 0                         | 15          | 10.            | Albert         |

### Druhý týden (Speciální česko-slovenský týden)
- S Romanem Vojtkem vystoupil Jan Maxián jako Stanislav Hložek.
- Originál písně „Lásko má, já stůňu“ zpívá Helena Vondráčková.
- S Petrem Rychlým vystoupily Agáta Hanychová, Eva Decastelo a Petr Kocourek.
- S Vojtěchem Drahokoupilem vystoupil Jan Kopečný jako Tomi Popovič.
- V průběhu vystoupení Bereniky Kohoutové se přidala i speciální porotkyně a původní interpretka Bára Basiková.

| Poř. | Soutěžící           | Osobnost        | Píseň                | Body (porotců a bonusové) | Body (porotců a bonusové) | Body (porotců a bonusové) | Body (porotců a bonusové) | Body (porotců a bonusové) | Celkem bodů | Finální pořadí | Speciální body |
| Poř. | Soutěžící           | Osobnost        | Píseň                | Kohák                     | Basiková                  | Burešová                  | Lambora                   | Bonus                     | Celkem bodů | Finální pořadí | Speciální body |
| ---- | ------------------- | --------------- | -------------------- | ------------------------- | ------------------------- | ------------------------- | ------------------------- | ------------------------- | ----------- | -------------- | -------------- |
| 1    | Roman Vojtek        | Petr Kotvald    | „Dajána“             | 3                         | 1                         | 5                         | 4                         | 5                         | 18          | 7.             | Marta          |
| 2    | David Gránský       | Jana Brejchová  | „Lásko má, já stůňu“ | 5                         | 6                         | 1                         | 3                         | 0                         | 15          | 9.             | Petr           |
| 3    | Albert Černý        | Karel Gott      | „V září“             | 7                         | 10                        | 9                         | 9                         | 0                         | 35          | 4.             | Berenika       |
| 4    | Iva Pazderková      | Kamil Střihavka | „Země vzdálená“      | 1                         | 5                         | 4                         | 7                         | 15                        | 32          | 5.             | Marta          |
| 5    | Petr Rychlý         | Rytmus          | „Zlatokopky“         | 8                         | 7                         | 10                        | 2                         | 10                        | 37          | 3.             | Iva            |
| 6    | Marta Jandová       | Petra Janů      | „Už nejsem volná“    | 9                         | 8                         | 7                         | 8                         | 10                        | 42          | 2.             | Petr           |
| 7    | Vojtěch Drahokoupil | Dara Rolins     | „Nebo, Peklo, Raj“   | 2                         | 4                         | 2                         | 1                         | 0                         | 9           | 10.            | Iva            |
| 8    | Berenika Kohoutová  | Bára Basiková   | „Souměrná“           | 10                        | 9                         | 8                         | 10                        | 10                        | 47          | Vítězka        | Roman          |
| 9    | Jitka Boho          | Anna Veselá     | „Oliver Twist“       | 4                         | 2                         | 6                         | 5                         | 0                         | 17          | 8.             | Berenika       |
| 10   | Hana Holišová       | Michal Tučný    | „Poslední kovboj“    | 6                         | 3                         | 3                         | 6                         | 0                         | 18          | 6.             | Iva            |

### Třetí týden
- S Ivou Pazderkovou vystoupil Martin Písařík jako Ray Slijngaard.
- Originál písně „Hungry Eyes“ zpívá Eric Carmen.
- S Davidem Gránským vystoupila tanečnice Julie Rezková jako Jennifer Grey.
- S Petrem Rychlým vystoupila Hana Zagorová.

| Poř. | Soutěžící           | Osobnost        | Píseň               | Body (porotců a bonusové) | Body (porotců a bonusové) | Body (porotců a bonusové) | Body (porotců a bonusové) | Body (porotců a bonusové) | Celkem bodů | Finální pořadí | Speciální body |
| Poř. | Soutěžící           | Osobnost        | Píseň               | Kohák                     | Ztracený                  | Burešová                  | Lambora                   | Bonus                     | Celkem bodů | Finální pořadí | Speciální body |
| ---- | ------------------- | --------------- | ------------------- | ------------------------- | ------------------------- | ------------------------- | ------------------------- | ------------------------- | ----------- | -------------- | -------------- |
| 1    | Iva Pazderková      | Anita Dothová   | „No Limit“          | 2                         | 1                         | 8                         | 4                         | 5                         | 20          | 7.             | Petr           |
| 2    | David Gránský       | Patrick Swayze  | „Hungry Eyes“       | 8                         | 7                         | 5                         | 7                         | 10                        | 37          | 3.             | Vojtěch        |
| 3    | Hana Holišová       | Jennifer Lopez  | „Booty“             | 6                         | 3                         | 4                         | 5                         | 0                         | 18          | 9.             | Roman          |
| 4    | Petr Rychlý         | Štefan Margita  | „Den je krásný“     | 4                         | 9                         | 1                         | 2                         | 10                        | 26          | 4.             | Marta          |
| 5    | Albert Černý        | Eminem          | „Not Afraid“        | 1                         | 4                         | 6                         | 8                         | 0                         | 19          | 8.             | David          |
| 6    | Berenika Kohoutová  | Ava Max         | „Kings & Queens“    | 7                         | 2                         | 3                         | 6                         | 0                         | 18          | 10.            | David          |
| 7    | Marta Jandová       | Elvis Presley   | „Fever“             | 3                         | 8                         | 9                         | 1                         | 5                         | 26          | 5.             | Jitka          |
| 8    | Vojtěch Drahokoupil | Justin Bieber   | „What Do You Mean?“ | 5                         | 6                         | 2                         | 3                         | 5                         | 21          | 6.             | Petr           |
| 9    | Jitka Boho          | Miley Cyrus     | „Midnight Sky“      | 10                        | 5                         | 10                        | 10                        | 10                        | 45          | Vítězka        | Iva            |
| 10   | Roman Vojtek        | Aretha Franklin | „Think“             | 9                         | 10                        | 7                         | 9                         | 5                         | 40          | 2.             | Jitka          |

### Čtvrtý týden (Speciální týden duetů)
- Eva Burešová a Marek Lambora vystoupili jako Beyoncé a Bruno Mars s písněmi „Uptown Funk“ a „Formation“.
- Aleš Háma a Ondřej Sokol na konci vystoupili jako Milan Chladil a Yvetta Simonová s písní „My dva a čas“.

| Poř. | Soutěžící           | Osobnost           | Píseň                          | Body (porotců a bonusové) | Body (porotců a bonusové) | Body (porotců a bonusové) | Body (porotců a bonusové) | Body (porotců a bonusové) | Celkem bodů | Finální pořadí | Speciální body |
| Poř. | Soutěžící           | Osobnost           | Píseň                          | Kohák                     | Pagáčová                  | Burešová                  | Lambora                   | Bonus                     | Celkem bodů | Finální pořadí | Speciální body |
| ---- | ------------------- | ------------------ | ------------------------------ | ------------------------- | ------------------------- | ------------------------- | ------------------------- | ------------------------- | ----------- | -------------- | -------------- |
| 1    | Albert Černý        | Whitney Houston    | „When You Believe“             | 7                         | 7                         | 8                         | 6                         | 5                         | 33          | 8.             | Berenika       |
| 1    | Marta Jandová       | Mariah Carey       | „When You Believe“             | 7                         | 7                         | 8                         | 6                         | 5                         | 33          | 7.             | Petr           |
| 2    | Berenika Kohoutová  | Jiří Korn          | „Karel nese asi čaj“           | 6                         | 8                         | 9                         | 9                         | 5                         | 37          | 5.             | Iva            |
| 2    | Petr Rychlý         | Vilém Čok          | „Karel nese asi čaj“           | 6                         | 8                         | 9                         | 9                         | 5                         | 37          | 6.             | Jitka          |
| 3    | Roman Vojtek        | Freddie Mercury    | „Under Pressure“               | 9                         | 10                        | 10                        | 10                        | 5                         | 44          | Vítěz          | Iva            |
| 3    | David Gránský       | David Bowie        | „Under Pressure“               | 9                         | 10                        | 10                        | 10                        | 5                         | 44          | Vítěz          | Jitka          |
| 4    | Vojtěch Drahokoupil | Václav Neckář      | „Stín Katedrál“                | 8                         | 9                         | 6                         | 7                         | 0                         | 30          | 10.            | Albert         |
| 4    | Hana Holišová       | Helena Vondráčková | „Stín Katedrál“                | 8                         | 9                         | 6                         | 7                         | 0                         | 30          | 10.            | Marta          |
| 5    | Iva Pazderková      | Shakira            | „Can't Remember To Forget You“ | 10                        | 6                         | 7                         | 8                         | 10                        | 41          | 4.             | Roman          |
| 5    | Jitka Boho          | Rihanna            | „Can't Remember To Forget You“ | 10                        | 6                         | 7                         | 8                         | 10                        | 41          | 3.             | David          |

### Pátý týden
- Vystoupení Marty Jandové obsahovalo i píseň „Vogue“.
- S Berenikou Kohoutovou vystoupil Jan Kopečný jako Lionel Richie.

| Poř. | Soutěžící           | Osobnost       | Píseň                      | Body (porotců a bonusové) | Body (porotců a bonusové) | Body (porotců a bonusové) | Body (porotců a bonusové) | Body (porotců a bonusové) | Celkem bodů | Finální pořadí | Speciální body |
| Poř. | Soutěžící           | Osobnost       | Píseň                      | Kohák                     | Polívka                   | Burešová                  | Lambora                   | Bonus                     | Celkem bodů | Finální pořadí | Speciální body |
| ---- | ------------------- | -------------- | -------------------------- | ------------------------- | ------------------------- | ------------------------- | ------------------------- | ------------------------- | ----------- | -------------- | -------------- |
| 1    | Marta Jandová       | Madonna        | „Give Me All Your Luvin' “ | 3                         | 3                         | 4                         | 1                         | 25                        | 36          | 3.             | Hana           |
| 2    | Hana Holišová       | Steven Tyler   | „Cryin“                    | 4                         | 9                         | 10                        | 10                        | 10                        | 43          | Vítězka        | Marta          |
| 3    | Petr Rychlý         | Petra Černocká | „Saxana“                   | 2                         | 1                         | 3                         | 2                         | 0                         | 8           | 10.            | Berenika       |
| 4    | David Gránský       | Jason Derulo   | „Swalla“                   | 7                         | 10                        | 8                         | 4                         | 0                         | 29          | 5.             | Marta          |
| 5    | Vojtěch Drahokoupil | Britney Spears | „Toxic“                    | 6                         | 4                         | 2                         | 3                         | 0                         | 15          | 9.             | Iva            |
| 6    | Berenika Kohoutová  | Diana Ross     | „Endless Love“             | 10                        | 7                         | 5                         | 8                         | 5                         | 35          | 4.             | Marta          |
| 7    | Jitka Boho          | Scatman John   | „Scatman's World“          | 1                         | 6                         | 6                         | 6                         | 0                         | 19          | 8.             | Marta          |
| 8    | Albert Černý        | Martin Ďurinda | „Dnes“                     | 8                         | 2                         | 7                         | 5                         | 0                         | 22          | 6.             | Iva            |
| 9    | Roman Vojtek        | Ricky Martin   | „María“                    | 5                         | 8                         | 1                         | 7                         | 0                         | 21          | 7.             | Marta          |
| 10   | Iva Pazderková      | Eva Urbanová   | „Měsíčku na nebi hlubokém“ | 9                         | 5                         | 9                         | 9                         | 10                        | 42          | 2.             | Hana           |

### Šestý týden
- S Hanou Holišovou vystoupila Erika Stárková jako Janet Jacksonová.
- Kvůli zdravotním komplikacím místo Vojtěcha Drahokoupila vystoupili Ondřej Sokol a Aleš Háma jako Leoš Mareš.

| Poř. | Soutěžící           | Osobnost           | Píseň                                                | Body (porotců a bonusové) | Body (porotců a bonusové) | Body (porotců a bonusové) | Body (porotců a bonusové) | Body (porotců a bonusové) | Celkem bodů | Finální pořadí | Speciální body |
| Poř. | Soutěžící           | Osobnost           | Píseň                                                | Kohák                     | Mareš                     | Burešová                  | Lambora                   | Bonus                     | Celkem bodů | Finální pořadí | Speciální body |
| ---- | ------------------- | ------------------ | ---------------------------------------------------- | ------------------------- | ------------------------- | ------------------------- | ------------------------- | ------------------------- | ----------- | -------------- | -------------- |
| 1    | Hana Holišová       | Michael Jackson    | „Scream“                                             | 9                         | 10                        | 9                         | 10                        | 10                        | 48          | Vítězka        | David          |
| 2    | Petr Rychlý         | Eduard Chil        | „I Am Very Glad, As I'm Finally Returning Back Home“ | 3                         | 4                         | 8                         | 1                         | 0                         | 16          | 9.             | Roman          |
| 3    | Berenika Kohoutová  | Marilyn Monroe     | „Diamonds Are A Girl's Best Friend“                  | 8                         | 2                         | 3                         | 3                         | 0                         | 16          | 8.             | Vojtěch        |
| 4    | David Gránský       | Beyoncé            | „Single Ladies (Put a Ring on It)“                   | 10                        | 7                         | 7                         | 9                         | 15                        | 48          | 2.             | Hana           |
| 5    | Roman Vojtek        | Hana Zagorová      | „Kosmický sen“                                       | 1                         | 6                         | 2                         | 5                         | 5                         | 19          | 6.             | Hana           |
| 6    | Albert Černý        | Chris Martin       | „Viva La Vida“                                       | 4                         | 1                         | 4                         | 4                         | 0                         | 13          | 10.            | Marta          |
| 7    | Jitka Boho          | Christina Aguilera | „Dirrty“                                             | 7                         | 5                         | 5                         | 8                         | 0                         | 25          | 5.             | Iva            |
| 8    | Marta Jandová       | Dolly Parton       | „9 To 5“                                             | 5                         | 8                         | 6                         | 7                         | 5                         | 31          | 4.             | David          |
| 9    | Vojtěch Drahokoupil | Leoš Mareš         | „Svalnatec“                                          | 2                         | 3                         | 1                         | 2                         | 10                        | 18          | 7.             | Vojtěch        |
| 10   | Iva Pazderková      | Harry Styles       | „Falling“                                            | 6                         | 9                         | 10                        | 6                         | 5                         | 36          | 3.             | David          |

### Sedmý týden (Speciální česko-slovenský týden)
- S Martou Jandovou vystoupila Markéta Konvičková jako Marie Rottrová.
- S Hanou Holišovou vystoupil Robert Urban jako Pavol Habera.
- Místo Vojtěcha Drahokoupila vystoupil David Gránský jako David Koller a porota jako kapela Lucie.

| Poř. | Soutěžící           | Osobnost           | Píseň                            | Body (porotců a bonusové) | Body (porotců a bonusové) | Body (porotců a bonusové) | Body (porotců a bonusové) | Body (porotců a bonusové) | Celkem bodů | Finální pořadí | Speciální body |
| Poř. | Soutěžící           | Osobnost           | Píseň                            | Kohák                     | Arichteva                 | Burešová                  | Lambora                   | Bonus                     | Celkem bodů | Finální pořadí | Speciální body |
| ---- | ------------------- | ------------------ | -------------------------------- | ------------------------- | ------------------------- | ------------------------- | ------------------------- | ------------------------- | ----------- | -------------- | -------------- |
| 1    | David Gránský       | Daniel Nekonečný   | „Samba King“                     | 6                         | 4                         | 10                        | 8                         | 10                        | 38          | 4.             | Roman          |
| 2    | Albert Černý        | Eva Pilarová       | „Co je to láska“                 | 2                         | 3                         | 4                         | 6                         | 0                         | 15          | 8.             | Roman          |
| 3    | Petr Rychlý         | Jaroslav Bobowski  | „Hrobař“                         | 4                         | 5                         | 3                         | 5                         | 5                         | 22          | 6.             | David          |
| 4    | Marta Jandová       | Pavel Bobek        | „S tím bláznem si nic nezačínej“ | 7                         | 6                         | 7                         | 10                        | 5                         | 35          | 5.             | Roman          |
| 5    | Hana Holišová       | Lucie Bílá         | „Láska šiaľená“                  | 9                         | 9                         | 9                         | 9                         | 5                         | 41          | 2.             | Jitka          |
| 6    | Jitka Boho          | Iveta Bartošová    | „Tři oříšky“                     | 10                        | 10                        | 6                         | 7                         | 10                        | 43          | Vítězka        | Hana           |
| 7    | Berenika Kohoutová  | Peter Nagy         | „Láska je tu s nami“             | 3                         | 2                         | 1                         | 2                         | 0                         | 8           | 10.            | Petr           |
| 8    | Roman Vojtek        | Jarmila Šuláková   | „Gdyby byla Morava“              | 5                         | 7                         | 8                         | 3                         | 15                        | 38          | 3.             | Jitka          |
| 9    | Iva Pazderková      | Katarína Knechtová | „Spomaľ“                         | 8                         | 8                         | 2                         | 1                         | 0                         | 19          | 7.             | Marta          |
| 10   | Vojtěch Drahokoupil | David Koller       | „Šrouby do hlavy“                | 1                         | 1                         | 5                         | 4                         | 0                         | 11          | 9.             | David          |

### Osmý týden
- Vystoupení Romana Vojtka obsahovalo i píseň „Can't Feel My Face“.
- S Berenikou Kohoutovou vystoupila Erika Stárková jako Tina Turner.
- S Petrem Rychlým vystoupili Dalibor Gondík a Michaela Badinková jako Jaroslav Uhlíř a Petra Janů.
- S Martou Jandovou vystoupil Jan Kopečný jako Nate Ruess.

| Poř. | Soutěžící           | Osobnost             | Píseň                       | Body (porotců a bonusové) | Body (porotců a bonusové) | Body (porotců a bonusové) | Body (porotců a bonusové) | Body (porotců a bonusové) | Celkem bodů | Finální pořadí | Speciální body |
| Poř. | Soutěžící           | Osobnost             | Píseň                       | Kohák                     | Cina                      | Burešová                  | Ledecký                   | Bonus                     | Celkem bodů | Finální pořadí | Speciální body |
| ---- | ------------------- | -------------------- | --------------------------- | ------------------------- | ------------------------- | ------------------------- | ------------------------- | ------------------------- | ----------- | -------------- | -------------- |
| 1    | Roman Vojtek        | The Weeknd           | „I Feel It Coming“          | 10                        | 10                        | 10                        | 10                        | 0                         | 40          | 6.             | David          |
| 2    | Berenika Kohoutová  | Cher                 | „Shame, Shame, Shame“       | 10                        | 10                        | 10                        | 10                        | 0                         | 40          | 9.             | Vojtěch        |
| 3    | Albert Černý        | Paul Stanley         | „I Was Made For Lovin' You“ | 10                        | 10                        | 10                        | 10                        | 0                         | 40          | 5.             | Vojtěch        |
| 4    | Iva Pazderková      | Dua Lipa             | „Physical“                  | 10                        | 10                        | 10                        | 10                        | 0                         | 40          | 10.            | Vojtěch        |
| 5    | Petr Rychlý         | Karel Šíp            | „Ital nezná ten zázrak“     | 10                        | 10                        | 10                        | 10                        | 5                         | 45          | 3.             | Vojtěch        |
| 6    | Vojtěch Drahokoupil | Lady Gaga            | „Your Song“                 | 10                        | 10                        | 10                        | 10                        | 35                        | 75          | Vítěz          | Petr           |
| 7    | Hana Holišová       | Catherine Zeta-Jones | „I Can't Do It Alone“       | 10                        | 10                        | 10                        | 10                        | 0                         | 40          | 4.             | Vojtěch        |
| 8    | Marta Jandová       | P!nk                 | „Just Give Me a Reason“     | 10                        | 10                        | 10                        | 10                        | 0                         | 40          | 7.             | Vojtěch        |
| 9    | Jitka Boho          | Karel Hála           | „Hádej Matyldo“             | 10                        | 10                        | 10                        | 10                        | 0                         | 40          | 8.             | David          |
| 10   | David Gránský       | Lewis Capaldi        | „Before You Go“             | 10                        | 10                        | 10                        | 10                        | 10                        | 50          | 2.             | Vojtěch        |

### Devátý týden (semifinále)
- S Jitkou Boho vystoupil Jan Kopečný jako Jay-Z.
- S Romanem Vojtkem vystoupila Markéta Procházková jako Madonna.

| Poř. | Soutěžící           | Osobnost          | Píseň                   | Body (porotců a bonusové) | Body (porotců a bonusové) | Body (porotců a bonusové) | Body (porotců a bonusové) | Body (porotců a bonusové) | Celkem bodů | Finální pořadí | Speciální body |
| Poř. | Soutěžící           | Osobnost          | Píseň                   | Kohák                     | Vagnerová                 | Burešová                  | Lambora                   | Bonus                     | Celkem bodů | Finální pořadí | Speciální body |
| ---- | ------------------- | ----------------- | ----------------------- | ------------------------- | ------------------------- | ------------------------- | ------------------------- | ------------------------- | ----------- | -------------- | -------------- |
| 1    | Vojtěch Drahokoupil | Bruno Mars        | „Locked Out Of Heaven“  | 10                        | 7                         | 10                        | 10                        | 0                         | 37          | 2.             | Albert         |
| 2    | Petr Rychlý         | Waldemar Matuška  | „Sbohem, lásko“         | 4                         | 3                         | 1                         | 3                         | 25                        | 36          | 3.             | Albert         |
| 3    | Jitka Boho          | Beyoncé           | „Deja Vu“               | 3                         | 1                         | 6                         | 5                         | 0                         | 15          | 7.             | Marta          |
| 4    | Iva Pazderková      | Freddie Mercury   | „We Will Rock You“      | 9                         | 2                         | 2                         | 1                         | 0                         | 14          | 9.             | Petr           |
| 5    | David Gránský       | Sia               | „Unstoppable“           | 5                         | 9                         | 9                         | 8                         | 5                         | 36          | 4.             | Berenika       |
| 6    | Berenika Kohoutová  | Rihanna           | „Love On The Brain“     | 7                         | 8                         | 4                         | 6                         | 5                         | 30          | 6.             | Petr           |
| 7    | Roman Vojtek        | Justin Timberlake | „4 Minutes“             | 1                         | 5                         | 3                         | 2                         | 0                         | 11          | 10.            | Petr           |
| 8    | Marta Jandová       | Whitney Houston   | „Greatest Love Of All“  | 6                         | 6                         | 8                         | 7                         | 5                         | 32          | 5.             | Petr           |
| 9    | Hana Holišová       | Mikolas Josef     | „Lalalalalalalalalala“  | 2                         | 4                         | 5                         | 4                         | 0                         | 15          | 8.             | Petr           |
| 10   | Albert Černý        | Adele             | „Make You Feel My Love“ | 8                         | 10                        | 7                         | 9                         | 10                        | 44          | Vítěz          | David          |

### Desátý týden (finále)
- Na začátku vystoupili všichni šampioni s písní „One“ z muzikálu A Chorus Line.

| Poř. | Soutěžící           | Osobnost           | Píseň                              | Finální pořadí |
| ---- | ------------------- | ------------------ | ---------------------------------- | -------------- |
| 1    | Marta Jandová       | Nicolas Reyes      | „Volare (Nel Blu Di Pinto Di Blu)“ | 4.             |
| 2    | Roman Vojtek        | Karel Gott         | „Čau, Lásko“                       | 8.             |
| 2    | Iva Pazderková      | Marcela Holanová   | „Čau, Lásko“                       | 5.             |
| 3    | Hana Holišová       | Lady Gaga          | „Bang Bang (My Baby Shot Me Down)“ | 1.             |
| 4    | Berenika Kohoutová  | Pitbull            | „Feel This Moment“                 | 10.            |
| 4    | Jitka Boho          | Christina Aguilera | „Feel This Moment“                 | 6.             |
| 5    | Albert Černý        | Doja Cat           | „Say So“                           | 3.             |
| 6    | Petr Rychlý         | Jan Nedvěd         | „Podvod“                           | 9.             |
| 6    | Vojtěch Drahokoupil | František Nedvěd   | „Podvod“                           | 7.             |
| 7    | David Gránský       | Michael Jackson    | „They Don't Care About Us“         | Vítěz          |

### Souboj masek
Novinkou v této řadě je i tzv. souboj masek, kde si vybraný soutěžící vylosuje interpreta a následně dostane přidělenou píseň, kterou zpíval už někdo jiný v dřívější řadě a on má za úkol ji ztvárnit znovu. Na sociální síti Instagram poté probíhá hlasování, kde diváci rozhodují o vítězi souboje masek.
| Kolo | Soutěžící           | Osobnost        | Píseň                              | Pořadí | Původní soutěžící  | Původní pořadí |
| ---- | ------------------- | --------------- | ---------------------------------- | ------ | ------------------ | -------------- |
| 1    | Petr Rychlý         | Édith Piaf      | „Non, je ne regrette rien“         | 5.     | Hana Holišová      | Vítězka        |
| 3    | Roman Vojtek        | Aretha Franklin | „Think“                            | 2.     | Markéta Konvičková | Vítězka        |
| 5    | Vojtěch Drahokoupil | Britney Spears  | „Toxic“                            | 9.     | Iva Pazderková     | —              |
| 6    | David Gránský       | Beyoncé         | „Single Ladies (Put a Ring on It)“ | 2.     | Hana Holišová      | 5.             |
| 8    | Albert Černý        | Paul Stanley    | „I Was Made For Lovin' You“        | 5.     | Miroslav Etzler    | 8.             |

## Sledovanost
| Pořadí | Epizoda               | Datum premiéry    | Sledovanost Česko | Sledovanost Česko | Sledovanost Česko | Sledovanost Česko | Sledovanost Česko |
| Pořadí | Epizoda               | Datum premiéry    | 15+               | Share             | Share             | Share             | Ref.              |
| Pořadí | Epizoda               | Datum premiéry    | 15+               | 15+               | 15–54             | 15–69             | Ref.              |
| ------ | --------------------- | ----------------- | ----------------- | ----------------- | ----------------- | ----------------- | ----------------- |
| 1      | První týden           | 21. března 2021   | 935 000           | 24,5 %            | 28,2 %            | 26,3 %            | [ 9 ]             |
| 2      | Druhý týden           | 28. března 2021   | 914 000           | 24,0 %            | 28,3 %            | 25,2 %            | [ 10 ]            |
| 3      | Třetí týden           | 4. dubna 2021     | 857 000           | 22,2 %            | 25,6 %            | 23,6 %            | [ 11 ]            |
| 4      | Čtvrtý týden          | 11. dubna 2021    | 874 000           | 24,3 %            | 26,8 %            | 25,4 %            | [ 12 ]            |
| 5      | Pátý týden            | 18. dubna 2021    | 944 000           | 27,6 %            | 31,3 %            | 28,9 %            | [ 13 ]            |
| 6      | Šestý týden           | 25. dubna 2021    | 799 000           | 22,9 %            | 25,3 %            | 23,8 %            | [ 14 ]            |
| 7      | Sedmý týden           | 2. května 2021    | 842 000           | 22,0 %            | 24,0 %            | 23,0 %            | [ 15 ]            |
| 8      | Osmý týden            | 9. května 2021    | 709 000           | 21,5 %            | 22,7 %            | 21,8 %            | [ 16 ]            |
| 9      | Devátý týden          | 16. května 2021   | 811 000           | 23,8 %            | 26,0 %            | 24,0 %            | [ 17 ]            |
| 10     | Desátý týden (finále) | 23. května 2021   | 977 000           | 27,8 %            | 29,5 %            | 28,4 %            | [ 18 ]            |
| Průměr | Průměr                | Průměr            | 866 000           | 24,0 %            | 26,8 %            | 25,0 %            | —                 |
| 11     | Silvestrovský sestřih | 31. prosince 2021 | 767 000           | 19,9 %            | 29,1 %            | 23,8 %            | [ 19 ]            |

### Silvestrovský sestřih
Dne 31. prosince 2021 byl pro diváky připraven silvestrovský sestřih pořadu s podtitulem Utržení ze řetězu. Pořadem provázeli na lodi moderátoři Ondřej Sokol a Aleš Háma. Diváci se mohli těšit na představení plné scének, kouzel, tance a nezapomenutelných písniček. Vystoupila Markéta Procházková jako Christina Aguilera, Markéta Konvičková jako James Hetfield, Berenika Kohoutová jako Katy Perry, Vojtěch Drahokoupil jako James Blunt, Jitka Čvančarová jako Robert Kodym, David Gránský jako Lewis Capaldi, Petr Rychlý jako Jaroslav Bobowski nebo Jakub Kohák, Jitka Čvančarová, Janek Ledecký, Anna Geislerová a Linda Finková jako Spice Girls a další. Sestřih probíhal v pátek od 20.40 do 0.00.